# 赵威后
趙威后（前300年？—前265年），又稱趙威太后、孝威太后，為趙惠文王王后，趙孝成王、长安君、庐陵君、燕武成后之母，姓名不詳。惠文王去世後，她一度臨朝聽政，而年紀才三十出頭。史書對她執政時期的作為有兩段非常生動的記載，一是“触龙說趙太后”、二是“齊王使使者問趙威后”。她執政一年後去世，兒子孝成王才開始親政。

## 觸龍說趙太后
趙惠文王死後，秦國趁趙國國喪，新君初立的時候，大舉進攻趙國。趙國兵弱，只得求救於齊。齊國則提出要以太后愛子長安君做為人質，方肯出兵。趙太后舐犢情深，不願長安君身赴險地，故而堅拒不從，雙方陷入僵局。危急時刻，左師触龙言願見太后（今本《戰國策》誤將「龍言」合為「讋」字）挺身而出，婉言相勸太后為長安君做長久打算，讓他為國立功以長保富貴。太后幡然醒悟，毅然派長安君出質於齊，齊國守約，援軍立出。 
趙國的賢者子義知道這件事，感慨地說：「國君之子，又是骨肉之親，還不能保住非靠功勞得來的地位，非為國效力獲得的俸祿，還守不住那些靠親緣獲得的財富，更何況我們這些平凡人呢？」

## 齊王使使者問趙威后
齊國派使者來見太后，面對齊國派來問候的使者，趙太后從容地問起了齊國的國情，歲收是否豐盈，百姓是否安樂，齊王是否無恙？使者對趙太后“先賤而後尊貴”的問候次序表示不滿，趙太后反駁說如果反過來就是“舍本而問末者”，並且她對齊國的人事竟瞭若指掌，在這個外交場合中，趙太后是以一位賢明的執政者身份出現的。